# Vorderweißenbach
Vorderweißenbach är en ort och  kommun i Österrike. Den ligger i distriktet Urfahr-Umgebung i förbundslandet Oberösterreich,  160 kilometer väster om huvudstaden Wien. Kommunen gränsar i norr till Tjeckien.
Den 1 januari 2018 inkorporerades kommunen Schönegg. De orter som tillhörde kommunen Schönegg markeras i listan nedan med * efter namnet.
Kommunen består av 20 orter (Ortschaften) (inom parentes invånarantal 1 januari 2024):

- Altenschlag (21)
- Amesberg (35)
- Amesschlag (208)
- Bernhardschlag (283)
- Brunnwald (63)
- Eberhardschlag (85)
- Gaisschlag (10)
- Geierschlag (37)
- Guglwald* (105)
- Hinterweißenbach (168)
- Köckendorf* (55)
- Mitterbrunnwald (60)
- Mühlholz* (37)
- Oberbrunnwald (57)
- Ortschlag (49)
- Piberschlag* (373)
- Schönegg* (48)
- Stumpten (279)
- Unterbrunnwald (32)
- Vorderweißenbach (758)